# Forum Nerwy

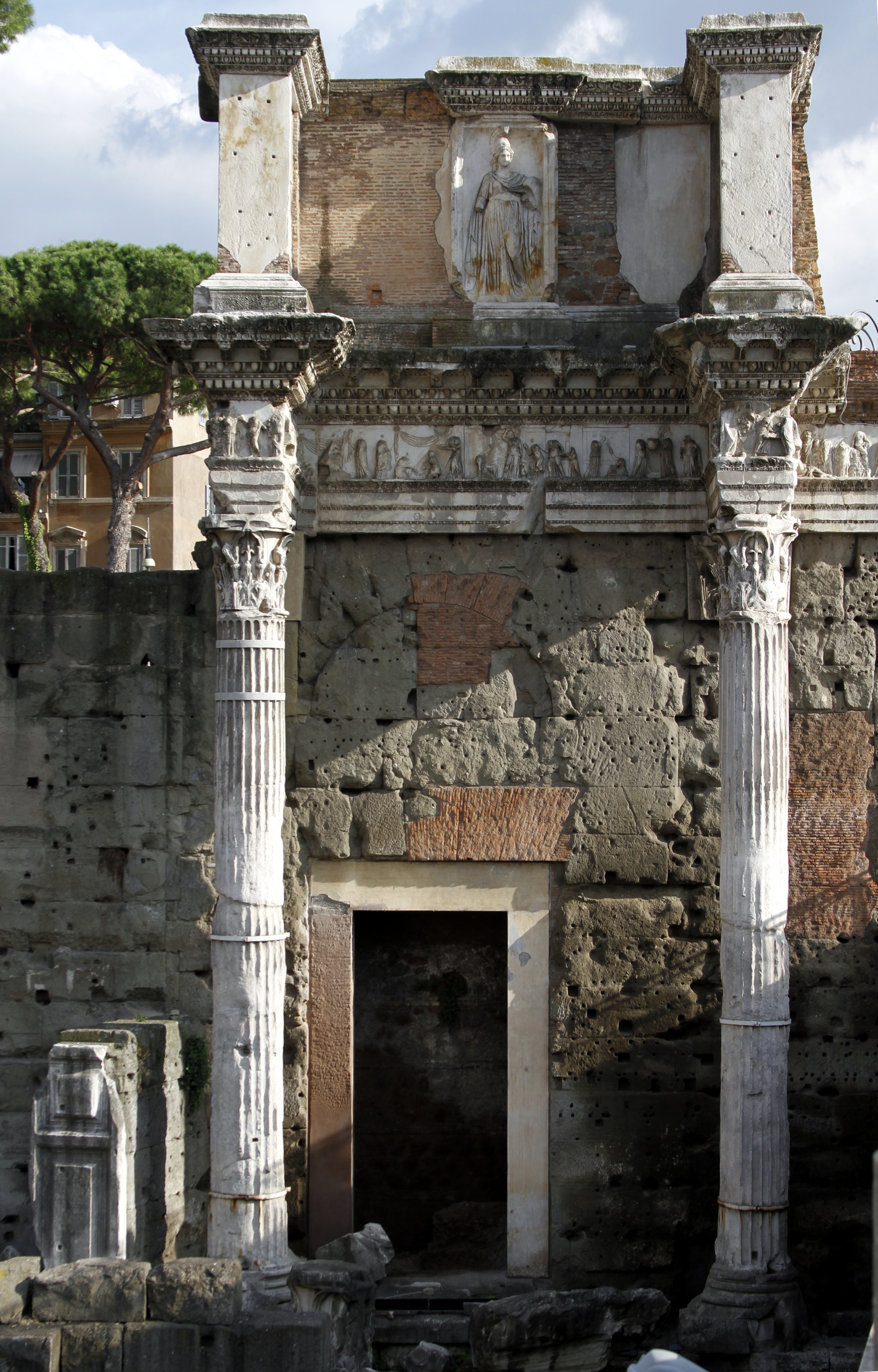
Tzw. La Colonnacce, fragment dawnej dekoracji rzeźbiarskiej forum

Forum Nerwy – jedno z forów cesarskich w Rzymie, znajdujące się pomiędzy forami Augusta i Cezara a Forum Wespazjana (z tego też powodu znane pod nazwą Forum Transitorium, tj. Przejściowe).
Zajmujące plac o powierzchni 120×45 m forum ulokowano w miejscu, którędy wcześniej przebiegała dawna ulica rzemieślników (Argiletum). Jego budowę rozpoczął Domicjan, dedykując je bogini Minerwie, ukończono je jednak dopiero w 97 roku, za panowania cesarza Nerwy.
Na dłuższych bokach forum otoczone było kolumnadą wysuniętą przed obiegający je mur, w którym znajdowały się przejścia pozwalające na komunikację z sąsiednimi placami. Na forum znajdowała się świątynia Minerwy, wzniesiona w formie korynckiego heksastylosu. Pozostałości świątyni przetrwały do 1607 roku, kiedy to z polecenia papieża Pawła V rozebrano ją, pozyskany w ten sposób materiał wykorzystując przy budowie akweduktu Acqua Paola na Janikulum. Już wcześniej, za pontyfikatu Klemensa VIII, z forum wywieziono trzydzieści pięć wozów budulca na potrzeby wznoszonej wówczas bazyliki św. Piotra na Watykanie.
Do czasów współczesnych z bogatej niegdyś dekoracji rzeźbiarskiej forum zachował się tylko niewielki fragment belkowania nad murem (tzw. La Colonnacce), z fryzem przedstawiającym sceny związane z wyrobem tkanin oraz wysoką attyką z wizerunkiem bogini Minerwy.